# Eutrichota frigida
Eutrichota frigida är en tvåvingeart som först beskrevs av Zetterstedt 1845.  Eutrichota frigida ingår i släktet Eutrichota och familjen blomsterflugor. Arten är reproducerande i Sverige. Inga underarter finns listade i Catalogue of Life.